# Бетті Окіно
Бетті Окіно  (англ. Betty Okino, 4 червня 1975) — американська гімнастка, олімпійська медалістка.

## Виступи на Олімпіадах
| Олімпіада      | Дисципліна        | Місце              |
| -------------- | ----------------- | ------------------ |
| Барселона 1992 | абсолютний залік  | 12                 |
| Барселона 1992 | командний залік   | 3                  |
| Барселона 1992 | вільні вправи     | 14 (кваліфікація)  |
| Барселона 1992 | опорний стрибок   | 5T (кваліфікація)  |
| Барселона 1992 | різновисокі бруси | 17T (кваліфікація) |
| Барселона 1992 | колода            | 6                  |